# Eye in the Sky
| 전문가 평가               | 전문가 평가 |
| 평가 점수                 | 평가 점수   |
| 출처                      | 점수        |
| ------------------------- | ----------- |
| AllMusic                  | [ 2 ]       |
| The Philadelphia Inquirer | [ 3 ]       |

《Eye in the Sky》는 영국의 록 밴드 앨런 파슨스 프로젝트의 여섯 번째 스튜디오 음반으로, 1982년 5월에 아리스타 레코드가 발매했다. 1983년 제25회 그래미 어워드에서 《Eye in the Sky》는 그래미 어워드 최우수 엔지니어링 앨범 후보에 올랐다. 2019년, 이 음반은 제61회 그래미 어워드에서 최우수 몰입형 오디오 앨범상을 수상했다.

## 제작
《Eye in the Sky》는 프로젝트가 아날로그 장비에 녹음하고 디지털 마스터 테이프에 직접 혼합된 세 개의 음반 중 첫 번째 음반이다.

## 발매
《Eye in the Sky》는 밴드에서 나온 마지막 미국 플래티넘 음반이었다.
《Eye in the Sky》는 에릭 울프슨의 리드 보컬과 함께 프로젝트의 가장 큰 히트곡인 타이틀곡을 포함하고 있다. 이 음반 자체는 큰 성공을 거두어 수많은 나라에서 톱 10에 진입했다.
이 음반에는 북미 전역의 많은 대학과 프로 스포츠 분야에서 주류가 된 기악곡 〈Sirius〉가 수록되어 있다. 그것은 1990년대 챔피언쉽 기간 동안 선발 라인업을 소개하기 위해 시카고 불스에 의해 사용된 것으로 가장 잘 알려져 있다.
2017년 12월 1일, 35주년 기념 박스 세트가 발표되었는데, 앨런 파슨스는 서라운드 마스터 엔지니어인 데이브 도넬리, PJ 올슨과 함께 제61회 그래미 어워드에서 가장 몰입감 있는 오디오 앨범상을 수상했다.

## 곡 목록
| #   | 제목                                     | 리드 보컬       | 재생 시간 |
| --- | ---------------------------------------- | --------------- | --------- |
| 1.  | 〈Sirius〉                               | 기악            | 1:54      |
| 2.  | 〈Eye in the Sky〉                       | 에릭 울프슨     | 4:36      |
| 3.  | 〈Children of the Moon〉                 | 데이비드 패튼   | 4:51      |
| 4.  | 〈Gemini〉                               | 크리스 레인보우 | 2:11      |
| 5.  | 〈Silence and I〉                        | 울프슨          | 7:19      |
| 6.  | 〈You're Gonna Get Your Fingers Burned〉 | 레니 자카텍     | 4:22      |
| 7.  | 〈Psychobabble〉                         | 엘머 갠트리     | 4:51      |
| 8.  | 〈Mammagamma〉                           | 기악            | 3:34      |
| 9.  | 〈Step by Step〉                         | 자카텍          | 3:54      |
| 10. | 〈Old and Wise〉                         | 콜린 블런스턴   | 4:55      |

## 인증
| 국가                                                                                         | 인증        | 판매량/출하량 |
| -------------------------------------------------------------------------------------------- | ----------- | ------------- |
| 오스트레일리아 (ARIA)                                                                        | 플래티넘    | 50,000^       |
| 캐나다 (뮤직 캐나다)                                                                         | 2× 플래티넘 | 200,000^      |
| 프랑스 (SNEP)                                                                                | 플래티넘    | 400,000*      |
| 독일 (BVMI)                                                                                  | 골드        | 250,000^      |
| 이탈리아 (FIMI)                                                                              | 골드        | 25,000*       |
| 네덜란드 (NVPI)                                                                              | 골드        | 50,000^       |
| 뉴질랜드 (RMNZ)                                                                              | 플래티넘    | 15,000^       |
| 스페인 (PROMUSICAE)                                                                          | 플래티넘    | 100,000^      |
| 영국 (BPI)                                                                                   | 실버        | 60,000^       |
| 미국 (RIAA)                                                                                  | 플래티넘    | 1,000,000^    |
| *판매량을 기반으로 한 인증 · ^출하량을 기반으로 한 인증 · 판매량+스트리밍을 기반으로 한 인증 |             |               |